# Puig Manlleu
El Puig Manlleu és una turó de 78 metres que es troba al municipi de Borrassà, a la comarca catalana de l'Alt Empordà.